# Rotheca quadrangulata
Rotheca quadrangulata là một loài thực vật có hoa trong họ Hoa môi. Loài này được (B.Thomas) R.Fern. mô tả khoa học đầu tiên năm 2000.